# Едґар Обер де ла Рю
Едґар Обер де ла Рю (фр. Edgar Aubert de la Rüe; 7 жовтня 1901, Женева — або 1991, Лозанна) — швейцарський географ, геолог, фотограф та мандрівник, відомий своїми дослідженнями островів Сен-П'єр і Мікелон, Кергелен, Вануату.

## Біографія
Едґар народився 7 жовтня 1901 року в Женеві. Він був первістком у родині Іполіта Обера де ла Рю та його дружини Елізабет Пастер. Згодом у нього з'явився молодший брат Вінсент, що прожив лише рік, та сестри Кароліна і Гелена.
У 1925 році він одружився із Андре Сакре, того ж року народився їх єдиний син Рене (1925—1933).
Після другої подорожі на архіпелаг у 1932 році Кергелен Обер де ла Рю захистив кандидатську дисертацію в Інституті прикладної геології Нансі.

## Подорожі

### Кергелен
Обер де ла Рю вперше вирушив на Кергелен як уповноважений братами Босьєр, що мали концесії на архіпелазі від 31 липня 1893 року, на розшук родовищ корисних копалин. Разом із дружиною він висадився у порту Кувре у листопаді 1928 року. Ними було проведено перше всебічне дослідження геології острова.
- 12 листопада 1928—25 лютого 1929

Вдруге їх доставило на Кергелен постачальне судно «Острів Сен-Поль», що завозило партію робітників для консервної фабрики на Сен-Поль. У місцевій бухті вже перебували кораблі «l'Austral» та «l'Antarès». Подружжя мало проводити наукові дослідження. Та у березні серед робітників заводу почалася епідемія, спричинена авітамінозом. Роботи в регіоні були достроково згорнуті і «l'Austral», забравши всіх, хто був на Кергелені, вирушив на допомогу. На Сен-Полі бортовий лікар надав постраждалим необхідну допомогу та ухвалив рішення про закриття заводу.
- 25 січня—27 березня 1931

Ще дві мандрівки вчений здійснив два десятиліття потому:
- 11 грудня 1949—16 січня 1950
- 12 грудня 1951—6 січня 1953